# 何薳
何薳（1077年—1145年），一作何蘧，字子远，一作子楚，號韓青老農，建寧軍浦城縣（今福建浦城）人。北宋末年文學家，著有《春渚紀墨》一書，記述宋代名士遺聞軼事。
其父何去非獲苏轼荐举得官。何薳长于诗，精琴艺，曾任富阳令，見章惇、蔡京誤國，「时事日非，遂不仕」。隐于其父墓地韩青谷（今浙江），遂自号韩青老农，人稱东都遗老。著有《春渚纪闻》10卷。